# Lau Njuhar
Lau Njuhar is een bestuurslaag in het regentschap Dairi van de provincie Noord-Sumatra, Indonesië. Lau Njuhar telt 1391 inwoners (volkstelling 2010).